# Misiones Pedagógicas

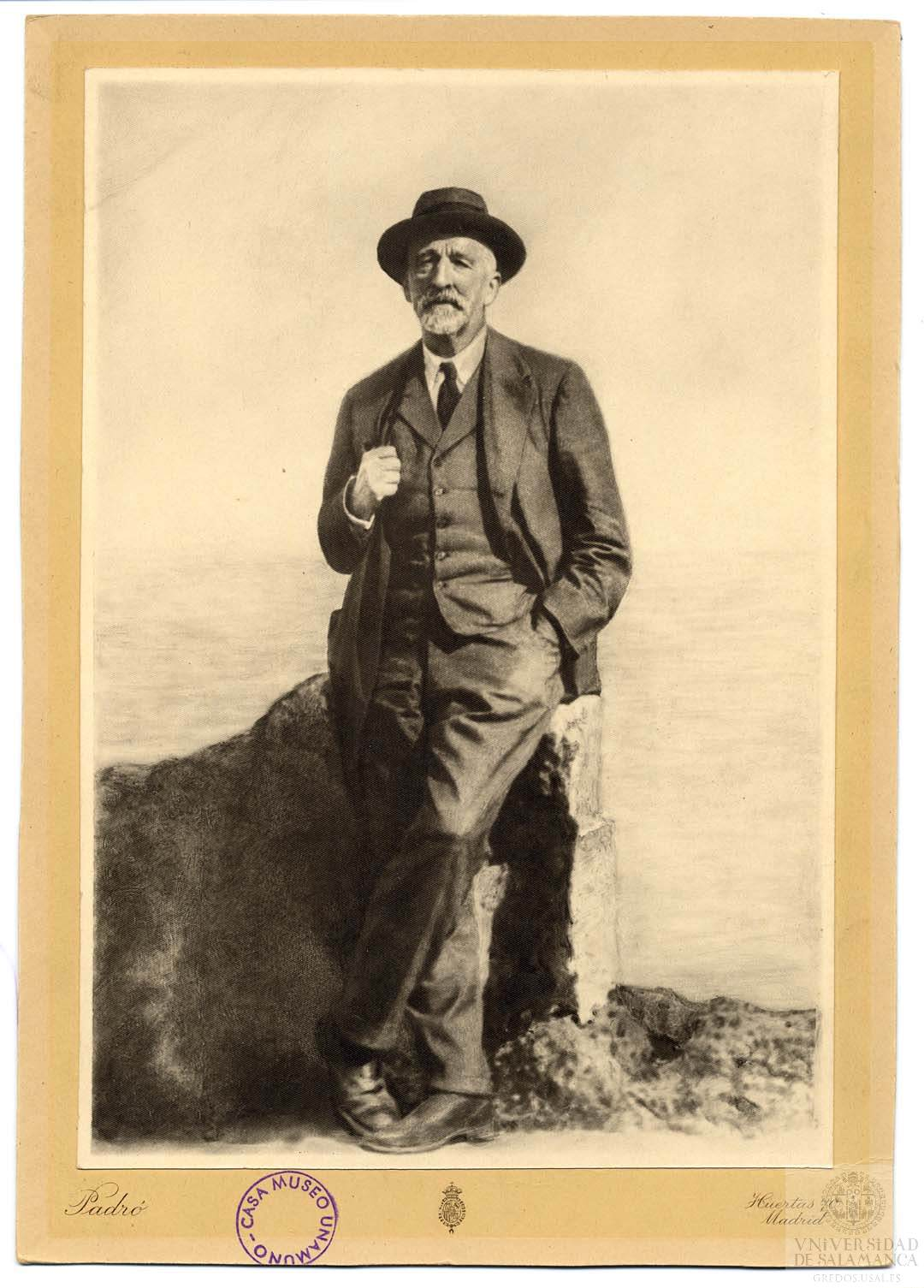
Retrat de Manuel Bartolomé Cossío (cap a 1920), fet pel fotògraf José Padró (1900-1931), en el seu estudi de la calle Huertas de Madrid. Conservat a la Casa Museu d'Unamuno (Repositori Documental de la Universitat de Salamanca).

Les Misiones Pedagógicas van ser un projecte de solidaritat cultural patrocinat pel Govern de la Segona República Espanyola a través del Ministeri d'Instrucció Pública i des de les plataformes del Museo Pedagógico Nacional i la Institución Libre de Enseñanza. Creades el 1931, es van desmantellar al final de la guerra civil.
Convocats per Manuel Bartolomé Cossío, president del Patronat de les Missions Pedagògiques, s'arribarien a reunir més de cinc-cents voluntaris d'origen divers: mestres, professors, artistes, i joves estudiants i intel·lectuals. Entre ells es trobaven: la filòsofa María Zambrano, el dramaturg Alejandro Casona, el cineasta José Val de l'Omar, el poeta Luis Cernuda, el pintor Ramón Gaya, el músic Eduardo Martínez Torner, i una nodrida infanteria de la qual més tard sortiran els noms de Rafael Dieste, Maruja Mallo, Diego Marín, Antonio Sánchez Barbudo, Pedro Pérez Clotet, Pepita i Elisa Úriz, l'acadèmica Carmen Conde o el seu marit Antonio Oliver.

Entre 1931 i 1936, la labor del Patronat (i malgrat els intents de sabotatge durant el Bienni Negre), va arribar a prop de 7.000 pobles i viles, a través de 196 circuits de Missions Pedagògiques, amb la participació aproximada de 600 "missioners". Fins al 31 de març de 1937, es van repartir 5.522 biblioteques, que en conjunt sumaven més de 600.000 llibres. El Coro i Teatro del Pueblo va realitzar 286 actuacions, i les Exposicions Circulants de Pintura del Museu del Poble, van poder veure's a 179 localitats.
| «                                            | "Somos una escuela ambulante que quiere ir de pueblo en pueblo. Pero una escuela donde no hay libros de matrícula, donde no hay que aprender con lágrimas, donde no se pondrá a nadie de rodillas como en otro tiempo. Porque el gobierno de la República que nos envía, nos ha dicho que vengamos, ante todo, a las aldeas, a las más pobres, a las más escondidas y abandonadas, y que vengamos a enseñaros algo, algo que no sabéis por estar siempre tan solos y tan lejos de donde otros lo aprenden, y porque nadie hasta ahora ha venido a enseñároslo; pero que vengamos también, y lo primero, a divertiros". | » |
| — Manuel Bartolomé Cossio, desembre de 1931. | |   |

## Introducció
A causa del retard de la reforma educativa d'Espanya en comparació amb alguns països europeus, amb una taxa d'analfabetisme entorn del 44% aguditzada en l'àmbit rural, el Govern de la Segona República va desenvolupar les anomenades "Missions pedagògiques". Sent President Niceto Alcalá-Zamora i Ministre d'Instrucció Pública Marcelino Domingo, el 29 de maig de 1931, es va crear per Decret el Patronat de Missions Pedagògiques amb l'encàrrec de «difundir la cultura general, la moderna orientación docente y la educación ciudadana en aldeas, villas y lugares, con especial atención a los intereses espirituales de la población rural».

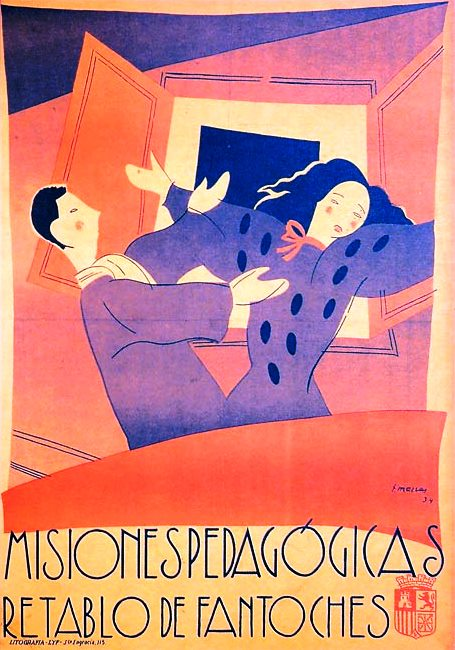
Retablo de fantoches.

Aquest Patronat depenia del Ministerio de Instrucción Pública y Bellas Artes i estava dirigit per una Comissió Central, la seu de la qual es va instal·lar en el Museo Pedagógico Nacional, en actiu des de 1882, com una de les aplicacions de la Institución Libre d'Enseñanza. El Patronat i la Institució, que comptaven amb objectius i compartien mitjans i l'equip de col·laboradors, van ser la peça fonamental del procés de renovació de l'Ensenyament Públic que va culminar en els anys de la Segona República. Ja en 1881 Francisco Giner havia proposat una sèrie de reformes que incloïen la idea d'unes Misiones Ambulantes, que no es van materialitzar fins a la creació de les Misiones Pedagógicas: el servei de biblioteca, el museu del poble, el cinema, el cor i el teatre del poble (amb una secció de titelles batejada com a Retablo de fantoches).
Entre els dies 17 i 25 de desembre de 1931 es va realitzar la primera d'aquestes Misiones Pedagógicas a la localitat segoviana de Ayllón.

El Patronat de les Misiones Pedagógicas va tenir com a president i ànima ideològica a un ja ancià, malalt, però encara carismàtic i entusiasta Manuel Bartolomé Cossío, i amb l'ajuda i eficàcia de Luis Álvarez Santullano com a secretari. En la Comissió Fundadora del Patronat figuren els noms de José Ballester Gozalvo, Domingo Barnés (vicepresident), Francisco Barnés Salinas, Luis Bello, Amparo Cebrián, Óscar Esplá, Rodolfo Llopis, Ángel Llorca, Antonio Machado, Lucio Martínez Gil, María Luisa Navarro Margothi, Marcelino Pasqua, Enrique Rioja Lo Bianco, Pedro Salinas i Juan Uña Shartou.
| «                  | "La reforma legal sólo puede sostenerse y afianzarse sobre la reforma del corazón." | » |
| — Bartolomé Cossío |                                                                                     |   |

## Precedents
El baix nivell de l'educació a Espanya al final del segle xix havia intentat superar-se amb la creació, el 18 d'abril de 1900, del Ministerio de Instrucción Pública y de Bellas Artes. La gran demanda social plantejada feia necessaris la seva reestructuració i replantejament. Faustino Rodríguez-San Pedro va crear llavors la Junta Central de Primera Enseñanza, per reial decret del 18 de novembre de 1907, perquè assumís les funcions de l'anterior organisme, a més de dirigir i organitzar institucions complementàries de l'escola, classes d'adults, conferències i "missions pedagògiques". Aquesta Junta estava formada per reconeguts personatges de la política espanyola, com José Canalejas, Eduardo Dato, Carlos María Cortezo, Melquíades Álvarez, entre d'altres, i recolzada per la Institución Libre de Enseñanza i el Museo Pedagógico Nacional. Un nou Reial decret del 20 de desembre de 1907 va incloure en el programa les Juntes provincials d'Instrucció Pública, perquè recolzessin els següents objectius: atendre les missions pedagògiques, fomentar la creació i desenvolupament de museus escolars i biblioteques públiques, organitzar conferències per a adults amb la intervenció de persones competents, fomentar caixes escolars, associacions protectores de la infància, colònies de vacances i totes aquelles institucions que poguessin competir amb la difusió de l'ensenyament primari i donar-li un caràcter de solemnitat a la festa escolar. Així va quedar recollit en el Reial decret del 7 de febrer de 1908.
Els continus canvis polítics i la precària situació pressupostària van donar resultats lamentables (baixos sous, edificis ruïnosos, mobiliari antiquat i insuficient i escàs material escolar) fins a la proclamació de la Segona República el 14 d'abril de 1931. Llavors es van engegar les Misiones Pedagógicas amb els següents objectius:

### Objectius
- Fomentar la cultura general mitjançant biblioteques populars, organització de lectures, sessions cinematogràfiques per conèixer altres pobles, sessions musicals de cors i orquestres, audicions per ràdio, exposicions d'art amb museus itinerants.
- Orientació pedagògica amb visites a escoles per conèixer la seva situació amb la posterior celebració d'una setmana o quinzena pedagògica i cursets per a mestres, en els quals els mostren o ensenyen com fer classes als nens i els materials dels quals disposen.
- Convocatòria de reunions als pobles per revisar l'estructura de l'estat i els seus poders.

## Organització

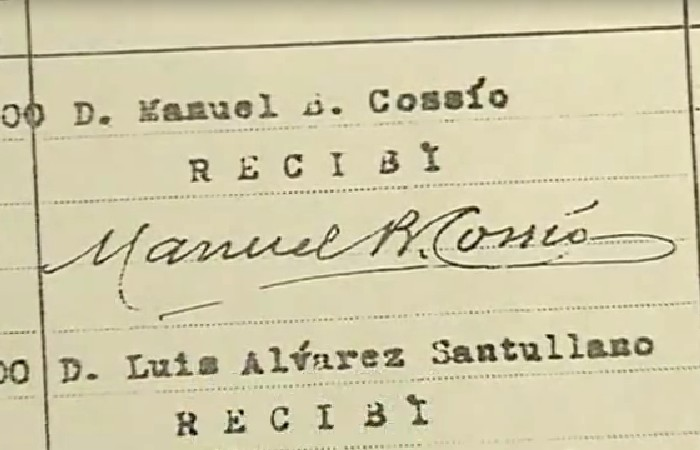
Albarà signat per Cossío cap a 1932. Es recullen xifres de la concessió d'ajuda econòmica i facturació de despeses per la posada en funcionament de les Misiones Pedagógicas; també figura el nom del Secretari del Patronat de les Missions: Luis Álvarez Santullano.

La Comissió Central i la Comissió Provincial havien d'estar formades per persones qualificades en l'ensenyament i fora de l'àmbit docent. Les despeses dels serveis i material serien a càrrec del Ministeri d'Instrucció Pública. Manuel Bartolomé Cossío, hereu espiritual de Francisco Giner de los Rios, en les idees del qual es basaven les mateixes Missions, va ser nomenat President del Patronat; amb Luís Álvarez Santullano com a Secretari i Constantino Suárez a la Secretaria Tècnica; com a vocals es va nomenar vells institucionistes com Antonio Machado, Pedro Salines, Amparo Cebrián i María Luisa Navarro (Ordre del 6 d'agost de 1931).
Per a l'assignació d'una missió a una determinada localitat, era necessari que aquesta realitzés una proposta acompanyada d'un informe que recollís dades sobre geografia, economia, distribució de la població, situació cultural i escolar, ambient social, comunicacions, itinerari possible i qualsevol altra peculiaritat de la comarca que pogués ser útil per a l'organització de la futura missió. Malgrat les dificultats inicials, als pocs mesos les sol·licituds eren tantes que va ser imprescindible una selecció, donant preferència als pobles més petits i aïllats.
Les missions no tenien una durada fixa, que podia oscil·lar entre un i quinze dies, depenent de les activitats programades en cada lloc i de l'itinerari pendent. L'equip missioner, encarregat de dur a terme les activitats, disposava de projectors, gramòfons, escenaris de senzill i ràpid muntatge, projeccions de pel·lícules educatives o d'esbarjo; representacions teatrals, musicals o corals; conferències seguides de col·loquis; xerrades sobre temes professionals, sanitaris i d'educació cívica, etc. Una vegada acabada la visita, es lliurava al mestre una petita biblioteca per instal·lar a l'escola i, a vegades, un gramòfon amb un petit lot de discos. Aquestes modestes biblioteques, tot i situar-se normalment a les escoles, estaven dirigides al conjunt de la població, a fi de poder motivar la seva afició per la lectura i elevar el seu nivell cultural. Aquest era l'únic servei que es quedava, una vegada la missió marxava a un altre lloc.

## Serveis prestats

### Biblioteques en les missions pedagògiques
L'administració de la biblioteca corresponia al Consell Local de Primer Ensenyament, que redactaria un reglament, aprovaria el seu pressupost, organitzaria lectures públiques i conferències, i celebraria festes i col·lectes. També tramitaria l'intercanvi de llibres amb altres biblioteques i proposaria a l'inspector de primer ensenyament les noves adquisicions. Al seu torn, els inspectors, en les seves visites per les escoles, devien informar sobre l'estat de les biblioteques. Es va encomanar la gestió de les biblioteques rurals en la seva majoria a mestres, i en certes circumstàncies a persones de l'àmbit docent. A cada biblioteca, el mestre realitzava la gestió del catàleg de llibres, portava la comptabilitat, el registre dels llibres prestats i elaborava un informe al final de l'any, en el qual indicava el moviment de la biblioteca i la situació de caixa. Tot això, sense rebre cap retribució a canvi.

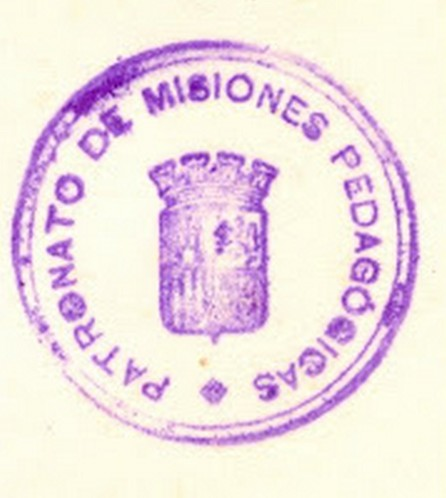
Segell del Patronat de les Misiones Pedagogicas.

El Servei de Biblioteques, coordinat pels bibliotecaris María Moliner i Juan Vicens de la Llave, i amb l'ajuda d'un jove Luis Cernuda, va ser sens dubte el més important dels set que va engegar el Patronat; s'hi va destinar gairebé el 60% del pressupost general en els seus tres primers anys de funcionament, la qual cosa va permetre la creació de 5.522 biblioteques. El ritme de creació de biblioteques no va ser sempre el mateix. Després del gran impuls dels primers anys, les retallades pressupostàries que van aconseguir executar el 1935 els partits de la confederació de dretes catòliques en el poder (als quals Américo Castro va qualificar de dinamiters de la cultura), van minar l'efectivitat del procés. Malgrat les dificultats en la seva etapa final, les Missions Pedagògiques van ser capaces d'establir una biblioteca en el 11,3 % del total d'escoles primàries existent a Espanya, en tan sols cinc anys de vida.
Les biblioteques es van instal·lar en localitats menors de 5.000 habitants, on residia més del 40% de la població espanyola, i preferentment en viles de 50, 100 i 200 persones. Es tractava de petits nuclis mal comunicats amb els municipis als quals pertanyien, i en els quals no es comptava amb cap mitjà d'accés a la cultura. Encara que el Patronat va intentar que la distribució de biblioteques entre les diferents províncies resultés equilibrada, no va ser possible a causa del desigual nombre de peticions i al fet que en algunes províncies hi havia molt poques localitats amb menys de 5.000 habitants, mentre que en unes altres només la capital de la província superava aquest nombre. D'aquesta forma és comprensible que en províncies com Oviedo, León, Pontevedra, Osca, Sòria i Salamanca es creessin més de 150 biblioteques i, no obstant això, a Còrdova, Sevilla, Cadis, Huelva, Guipúscoa, Àlaba, Terol i Ciudad Real no s'arribés a les 50. Cada biblioteca rebia una caixa que disposava d'una col·lecció de 100 volums de sòlida enquadernació, acompanyats de talonaris per al préstec, fitxes especials per a l'estadística, fulls de paper per folrar els llibres i registres amb indicacions per la seva cura i manteniment. Aquestes col·leccions podien organitzar-se:
- Lectures per a adults: es tractava d'obres de literatura espanyola i universal però també incloïa tractats sobre ciència, tècnica, sanitat, història, etc.
- Lectures per a nens: en lots de menors dimensions i compostos en la seva majoria per contes o adaptacions de grans obres de la literatura, llibres d'aventures i obres de consulta.

La biblioteca s'instal·lava a l'escola, sota la vigilància del mestre, però els lots de llibres eren fruit d'una assenyada selecció a càrrec del Patronat, que anava ampliant la col·lecció en funció dels gustos o peticions dels lectors d'aquella època.
La Biblioteca estava a la disposició dels nens durant tot el dia i com a complement de la docència, durant la jornada laboral. Un cop acabada, s'obrien les portes de la Biblioteca per a la resta de la població, podent consultar obres o disposar dels llibres a casa en forma de préstec. L'acolliment de les Biblioteques va resultar sorprenent, recollint-se un progressiu nombre de lectors entre 1931 i 1933, que va aconseguir els 269.325 usuaris. El projecte, no obstant això, va comptar en moltes ocasions amb l'oposició i de vegades el sabotatge d'algunes autoritats civils, membres de partits conservadors i capellans rurals.

#### Precedent de les Biblioteques Populars
Les ja existents biblioteques populars de Catalunya havien estat l'únic precedent del que van ser les biblioteques creades per les Misiones Pedagógicas. També a Madrid hi va haver un projecte de creació de biblioteques públiques promogudes per la Llei Moyano. Un cas especial va ser la Biblioteca Popular Circulant de Castropol, fundada en 1922, que va arribar a comptar amb quinze sucursals disseminades per la seva comarca, desenvolupant un ampli programa d'extensió cultural: teatre popular, folklore local, conferències, projeccions cinematogràfiques, publicació de butlletins i exposicions.

### Música
La música es va afegir a tots els programes, tant d'adults com de nens. A més del cant gregorià, passatges de sarsuela i música lírica regional espanyola, s'hi van incloure obres de Bach, Beethoven, Schubert, Mozart, Haendel, etc. Els nens escoltaven la música a l'escola, mentre que els adults ho feien a les nits o en dies festius. Alguns mestres es desplaçaven als pobles veïns deixant un gramòfon i una col·lecció de discos que s'anava renovant cada cert temps.

### Cinema i projeccions fixes
En molts dels pobles als quals es va acudir amb els equips de cinema, es mostraven per primer cop les imatges en moviment. Per a les projeccions fixes, es disposava d'un episcopi, i dos projectors de diapositives. En alguns, en no haver-hi electricitat, es va utilitzar un generador autònom de gasolina. Les diapositives podien ser retrats artístics, històrics, geogràfics, i quadres de Van Gogh, Fra Angelico, Van Dyck, Rubens, Velázquez, etc. Es va disposar d'un total de 2.395 projeccions cinematogràfiques. Va ser determinant l'experiència del jove cineasta Val de l'Omar.

### Cor i Teatre del Poble
Les Missions pedagògiques també van comptar, entre les seves eines educatives, amb projectes de teatre itinerant. El més important va ser el Teatre ambulant o Teatre del poble, dirigit per Alejandro Casona i format per joves estudiants universitaris, en alguns casos antics alumnes de la Institución Libre de Enseñanza. El projecte va ser contemporani al de la companyia de teatre universitari La Barraca, de Federico García Lorca i Eduardo Ugarte. El Teatre del poble es va desenvolupar juntament amb el Cor, que dirigia l'investigador i compositor Eduardo Martínez Torner.
El Teatre del poble era un teatre "elemental, ambulante, de fácil montaje, sobrio de fondos y de ropajes" que sovint es representava a l'aire lliure, com van fer en el seu moment els còmics de la llegua. El formaven joves actors aficionats, de tots dos sexes. Les escoles o l'ajuntament els proporcionaven el vestuari i, per desplaçar-se, utilitzaven els autobusos de línia. A mesura que la seva tasca es va anar coneixent, la seva arribada als pobles, rebuda inicialment amb desconfiança, va ser acollida cada cop amb més entusiasme i alegria. No obstant això, malgrat la col·laboració de mestres i fins i tot rectors i alcaldes, alguns sectors de la població van considerar la seva presència com a "actividad propagandística de intelectuales y rojos tendente a malear al pueblo".
Adaptades pel mateix Casona, es van seleccionar, entre altres peces: una Ègloga de Juan del Encina; La Carátula, El Convidado i Las Aceitunas, de Lope de Rueda; Los alcaldes de Daganzo i El Juez de los Divorcios, de Cervantes; i El Dragoncillo, de Calderón de la Barca. En els intermedis es cantaven romanços tradicionals, cantigues i altres formes musicals populars. Al final es repartien còpies de romanços com El Conde Olinos, La Loba Parda, El Pastor Desesperado, La Condesita i Misa de Amor.
Després d'una primera actuació en un poble toledà el 1932, es van recórrer 115 pobles de Madrid, Àvila, Segòvia, Toledo, Conca, Ciudad Real i Guadalajara.

### Museu circulant

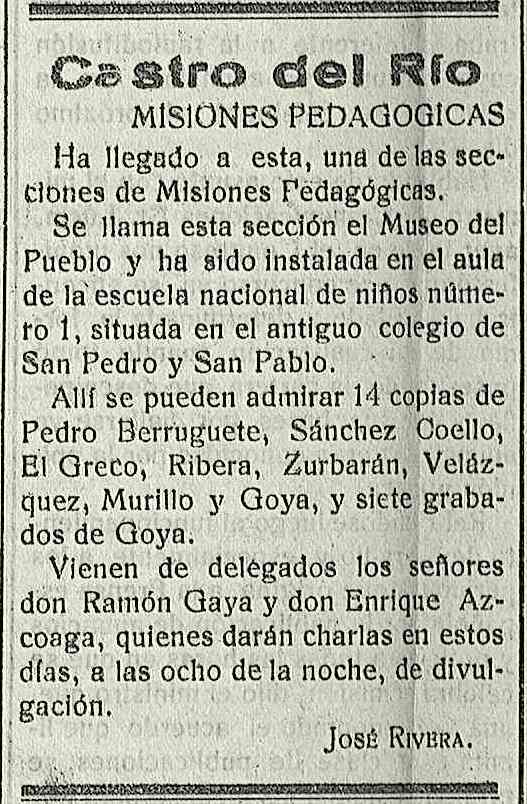
Anunci de l'arribada de les Misiones Pedagogicas a Castro del Rio (1935)

Amb el Museu circulant es va intentar acostar a les classes baixes l'obra de grans genis de la pintura, per mitjà de còpies, algunes d'elles, de grandària similar a les originals. La idea era que prenguessin consciència que aquell tresor nacional també era seu, encara que en condicions normals mai tinguessin l'oportunitat de gaudir-ne.
Es van arribar a completar dues col·leccions circulants: la primera estava integrada per catorze còpies de quadres del Museo del Prado, realitzades en la seva major part per Bonafé, Gaya i Vicente. En la segona, que incloïa gravats de Francisco de Goya, i altres còpies d'obres de la Reial Acadèmia de San Fernando i el Museo Cerralbo, hi van participar a més els pintors Ismael González de la Serna i Luis Blesa. La coordinació va estar a càrrec del murcià Ramón Gaya.
Els quadres, ben embalats, eren transportats en un camió fins als pobles on dies abans s'havien anunciat amb cartells. Alguns membres voluntaris preparaven el local per a l'exposició, i mentre durava aquesta es donava informació sobre els autors de les obres, i s'atenien les preguntes o dubtes dels assistents. Al matí es visitava el "museu" i a la nit es feien projeccions d'altres quadres. Quan hi havia pressupost, es regalaven fotografies dels quadres en fototípia o rotogravat. S'intentava que les exposicions coincidissin amb festes o fires locals i aconseguissin almenys una setmana de durada.

### Titelles i retaule de "fantoches"
Gràcies a missioners com Miguel Prieto Anguita o Diego Marín, el Retaule de fantoches o Teatre Guiñol, dirigit en el seu últim tram d'existència per Rafael Dieste, va poder suplir les dificultats del Cor i el Teatre del Poble per arribar fins a llocs llunyans i de comunicació complicada. La primera funció de teatre de titelles es va fer a Malpica de Bergantiños (La Corunya), on amb prou feines dues tardes i en pèssimes condicions, els titellaires van haver d'improvisar els putxinel·lis i el teatret amb retalls de paper.
La segona funció es va representar a León amb millors materials i més temps de preparació. Per a les marionetes es va fer servir paper, pasta, guix i cola, i en pocs dies van disposar de divuit caps. Més tard, i amb l'ajuda d'una modista i un fuster, es va engegar un altre castellet de titelles en pobles lleonesos i castellans.
Els arguments de les farses eren creació dels mateixos participants amb la consigna de “despertar en el pueblo emociones regocijadas y primitivas, pero también fecundas, dignas y limpias”. La primera farsa per a teatre de titelles es titulava: El dragon y su paloma.

### Cursos per a mestres
Per falta de personal directiu, es van muntar dos cursos per a executar la legislació. El primer curs es va realitzar a Sant Martín de la Vega (Madrid) el 1932. Hi van assistir quatre professors i tres professores. Cada sessió començava a les 9 del matí, fins a diferents hores de la tarda, vespre o nit. Els temes eren Literatura i Geografia, amb participació de mestres i pràctiques sobre educació moral i cívica. El curs va estar a càrrec de Modesto Medina i Alejandro Rodríguez, més conegut com a Alejandro Casona.
El Segon curs es va impartir al Centre de Col·laboració Pedagògica de Fuentepelayo (Segòvia) el 1933. Hi van acudir deu professors i deu professores (entre els quals, Dolores Ballesteros, López Velasco, Pablo d'Andrés Cobos, Gutiérrez Moreno i Vicente Valls). Les pràctiques van ser de diferents matèries, en sessions de matí i tarda, comptant amb la participació dels nens.

### Missioners
De la llarga llista de precursors, promotors, col·laboradors i participants en el projecte de les Misiones Pedagógicas, resulta interessant ressaltar alguns noms:
- Luis Bello, autor dels quatre toms del "Viaje por las Escuelas de España", reeditats per la Junta de Castella i Lleó el 2005.
- María Zambrano, missionera a Osca, Càceres i Conca el 1933.[21][22]

## Final
| « | "No comprendo por qué odian de esa manera a las Misiones. Las Misiones no hacen más que educar. Y a España la salvación ha de venirle por la educación." | » |
| — Manuel Bartolomé Cossío. (Publicat en el diari Heraldo de Madrid del 3 de setembre, arran del seu traspàs durant la matinada del día anterior). | |   |

El 1935, el projecte de les Misiones es va modificar, per pal·liar la retallada radical en l'assignació econòmica aprovada pels partits de dreta al govern, agrupats en la Confederació Espanyola de Dretes Autònomes (CEDA), coalició de partits polítics catòlics de dretes; uns costos que no podien ser gaire importants considerant que el personal era voluntari i molts dels materials van ser donats o regalats per famílies republicanes a través de les biblioteques populars. Per compensar les retallades, es va donar major pes a les delegacions locals, que s'havien anat creant a mesura que s'havia anat disposant de grups compromesos en diferents parts del país.
El 18 de juliol de 1936 el cop militar va desencadenar la guerra civil. Entre juliol i setembre d'aquest any, amb els missioners que quedaven a Madrid, per no haver-se incorporat a les unitats de combat o de serveis, es van formar catorze equips de tres persones que van arribar a concloure algunes activitats. A l'octubre de 1936 es va nomenar una Comisión de Propaganda Cultural dins del mateix Patronato de les Misiones Pedagógicas, de manera que les seves activitats, especialment l'arxiu gràfic i cinematogràfic, es van orientar en defensa de la República. La infraestructura del sistema bibliotecari de les Misiones Pedagógicas va continuar activa en la mesura del possible fins al final de la guerra.

### Biblioteques de Cultura Popular (1936 a 1938)
Entre 1936 i 1938, Teresa Andrés Zamora va dirigir i coordinar les biblioteques del Comitè Nacional de Cultura Popular, donant certa continuïtat a la labor de les Misiones Pedagógicas, encara que amb plantejaments sindicalistes i més polititzats, i dirigits preferentment a la difusió cultural a les trinxeres i les llars del soldat.

### El final

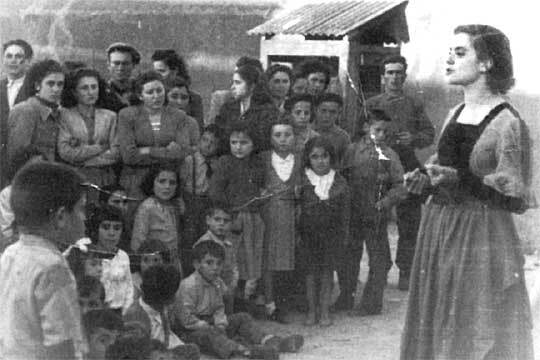
Mestra rural cap a 1936.

Els gairebé sis-cents espanyols que havien col·laborat directament amb les Misiones Pedagógicas van sofrir tota classe de destinacions. Alguns "missioners" van morir assassinats tot just esclatar la guerra; uns altres es van allistar a les Milícies de la Cultura o a les Brigades Volants; i molts d'ells van ser empresonats, expedientats o exiliats. També es va donar el cas d'alguns que es van integrar en les files franquistes.
Després de la guerra civil espanyola, dins del procés de depuració del magisteri espanyol, la Institución Libre d'Enseñanza va ser saquejada, defenestrada i declarada il·legal i "altament perniciosa".
La Dictadura franquista va destruir l'acció bibliotecària republicana, però va aflorar a Amèrica llatina, on el personal bibliotecari exiliat va poder conformar "un segundo renacimiento cultural en el exilio"

## Difusió a Hispanoamèrica
El model de les Misiones Pedagógicas desenvolupat per la Segona República Espanyola va tenir certa continuació a Amèrica. Així ho van intentar Cristóbal Simancas, a Colòmbia, i un altre "missioner", Herminio Almendros, a Cuba.
A l'Uruguai, el 1945, els estudiants normalistas de Montevideo van organitzar la primera missió pedagògica al poble de Caraguatá.